# Todd Bolender
Todd Bolender (Canton, 27 febbraio 1914 – Kansas City, 12 ottobre 2006) è stato un ballerino, coreografo, direttore artistico e insegnante statunitense.
Fu una figura determinante nella creazione e nella diffusione della danza classica e del balletto come forma d'arte americana. Figlio del Midwest americano durante la grande depressione, studiò sotto George Balanchine e diresse il Kansas City Ballet di Kansas City, Missouri, dal 1980 al 1995.

## Biografia
Nato a Canton, nell'Ohio, il 27 febbraio 1914, Bolender crebbe in una famiglia in cui le arti, la musica e il teatro in particolare, erano una parte importante della vita. Il bambino, uno dei quattro, estremamente vivace, era stato soprannominato danzatore della famiglia e la sua energia fisica era incanalata in lezioni di tip-tap acrobatico. Nel 1931, quando aveva 17 anni, Bolender andò a New York, che in un'intervista del 2002 gli parve come una "specie di paradiso", per studiare la danza teatrale. Nel 1933 si trasferì definitivamente a New York, prendendovi la residenza a tempo pieno nello stesso periodo in cui George Balanchine arrivava in questo paese.

## Primi anni di danza
La partecipazione ad un concerto di Mary Wigman portò Bolender ad Hanya Holm, che, lui disse in seguito, lo salvò da un cattivo insegnamento. La conoscenza in società di Balanchine, d'altronde, gli fece una forte impressione. Sotto la supervisione di Balanchine Bolender studiò alla nascente School of American Ballet con insegnanti russi come Pierre Vladimiroff, Felia Dubrovska, Anatole Oboukhoff e Ludmilla Schollar. Si formò anche con Muriel Stuart e, perseguendo un forte interesse per la danza moderna, studiò con Louis Horst e Harald Kreutzberg. Le due maggiori influenze sulla sua coreografia, Bolender avrebbe detto più tardi, furono la Wigman e Uday Shankar, che vide entrambi esibirsi a New York nei primi anni Trenta, insieme a Kreutzberg. Quando gli chiesero perché fosse diventato un ballerino, Bolender rispose semplicemente che era stato a causa della Depressione e perché aveva bisogno di un lavoro.
Come ballerino Bolender ebbe una carriera insolitamente lunga, durata dal 1936 al 1972, quando si esibì sul palcoscenico per l'ultima volta nel Festival di Stravinskij del New York City Ballet, per il quale coreografò anche due brani, Serenade in A e Piano-Rag-Music. Non solo fu membro di ogni trasformazione della compagnia che diventò il New York City Ballet, ma ballò anche con il Littlefield Ballet alla fine degli anni Trenta, esibendosi in Barn Dance di Catherine Littlefield e la prima La bella addormentata americana. Si esibì con i Ballet Russe de Monte Carlo per una stagione (1945-46) e con il Ballet Theatre per quattro mesi nel 1944, prima di essere bloccato da una ferita.
Bolender è stato un ballerino versatile, creando ruoli nei lavori di Balanchine, in particolare Four Temperaments, Renard e Agon e in gran parte anche nelle coreografie di Jerome Robbins. Nel lavoro di Lew Christensen, ha dato vita a State Trooper in Filling Station e Alias in Billy the Kid. La critica e storica Doris Hering, scrivendo nel Dizionario Internazionale del Balletto, lo definisce "un superbo commediante con una inclinazione per un'alta teatralità". Descrivendolo in The Concert di Jerome Robbins, scrive: "[lui] era un marito tormentato che costantemente si rifugiava in sogni ad occhi aperti di conquiste sessuali. Vestito con un panciotto ed una lunga calzamaglia e masticando un enorme sigaro, era il prototipo di... J. Walter Mitty ". esperto di lunga data di balletto del New York City Ballet Robert Garis disse di lui in Agon, "[il suo] ingegno e fascino nel primo pas de trois sembrano irripetibili"(ibid.)
Mother Goose Suite, realizzata nel 1943, fu la prima di una dozzina di balletti realizzati da Bolender nel corso della sua lunga carriera, undici di questi per il New York City Ballet. La coreografia di Bolender è nei repertori del Kansas City Ballet, del New York City Ballet, dell'American Ballet Theatre, del Ballett Russe de Monte Carlo, del San Francisco Ballet, del Pacific Northwest Ballet, del Joffrey Ballet e dell'Alvin Ailey American Dance Theater. I suoi lavori più noti, entrambi ancora in repertorio attivo, sono Souvenirs e The Still Point, entrambi realizzati nel 1955.

## Carriera successiva
La gloriosa carriera di Todd Bolender gli offrì l'opportunità di lavorare e coltivare relazioni con Igor Stravinsky, Aaron Copland, Virgil Thomson e Samuel Barber.
Mentre la maggior parte della sua coreografia era per le compagnie di balletto, Bolender coreografò anche per il teatro musicale, l'opera e la televisione, a partire dal 1952 con Time Remembered per Albi Marre Productions. Nel 1969 ha coreografato The Conquering Hero, seguito da Cry for Us All nel 1970. In Turchia, dove lavorò negli anni settanta, Bolender coreografò My Fair Lady, Fiddler on the Roof, Man of La Mancha e Showboat. A Kansas City coreografò per molte opere, tra cui Samson et Dalila, per le quali la danza ebbe una recensione migliore rispetto al canto.
Bolender ha insegnato durante la sua carriera a New York e come insegnante ospite in tutti gli Stati Uniti e in Turchia, Giappone, Austria e Germania. Dal 1963 al 1966 è stato direttore di ballo per il Teatro dell'Opera di Colonia e dal 1966-69 ha ricoperto lo stesso ruolo a Francoforte. Con Janet Reed è stato direttore fondatore del Pacific Northwest Ballet nel 1975 e per tre anni, a partire dal 1977, è stato direttore del balletto presso l'Ataturk Opera House.

## Carriera a Kansas City
La nomina di Todd Bolender come direttore artistico nell'inverno del 1981 aprì un nuovo capitolo di opportunità per il Kansas City Ballet. Fiducioso che si potesse trovare un più ampio sostegno della comunità per il balletto classico, Bolender ebbe la visione di costruire una compagnia, un repertorio e una scuola nel cuore della nazione. Bolender fece tutte e tre queste cose e in un'età in cui la maggior parte delle persone è già andata in pensione.
Bolender diventò direttore artistico emerito nel 1996, quando si ritirò dal Kansas City Ballet e William Whitener diventò direttore artistico. Nell'autunno del 1997 Bolender fu invitato a New York dalla George Balanchine Foundation per documentare ufficialmente su videocassetta la coreografia dell'assolo che Balanchine aveva creato per lui in The Four Temperaments. Bolender, che ha creato il ruolo della Fox nella produzione originale di Renard del 1947, fece risorgere questo pezzo, che era inizialmente comparso per mezzo secolo, nel 2001 per il Kansas City Ballet. Bolender costruì una base di qualità e grande proporzione, scarsamente immaginabile nel 1981 e ora può godere dei frutti della sua continua creatività.
Fu attivo nel preservare il lavoro di Balanchine, istruire i ballerini nei suoi ruoli nel repertorio per l'Archivio Cinematografico della Fondazione Balanchine e nel ricostruire Renard per il Kansas City Ballet nel 1998 come parte dello Stravinsky Festival. Nel 2006 Bolender fu premiato con il Dance Magazine Award per la sua carriera di tutta una vita nella danza.
Appena poche settimane prima di ricevere il premio, Bolender morì il 12 ottobre 2006 a 92 anni per complicazioni legate a un ictus.
Il Todd Bolender Center for Dance and Creativity fu inaugurato il 26 agosto 2011. L'edificio è la nuova sede del Kansas City Ballet e della Ballet School.
Dopo 34 anni di successi, il Kansas City Ballet ha eseguito il suo ultimo Lo schiaccianoci con la coreografia di Todd Bolender durante la stagione invernale 2014.